# Ніколь Шарль Домінік
Шарль Домінік Ніколь (фр. Charles Dominique Nicole; 4 серпня 1758, Новіль — 2 вересня 1835) — абат, педагог, перший директор Рішельєвського ліцею.

## Життєпис
Ш. Д. Ніколь народився 4 серпня 1758 року в французькому містечку Новіль у Нормандії. 1782 року закінчив єзуїтський коледж. Потім там викладав. Після Французької революції 1790 року виїхав до Туреччини.
У 1792 році  приїхав до Росії, де займався педагогічною діяльністю, створивши у Санкт-Петербурзі власний пансіон.
В 1811 році на за ініціативою герцога Рішельє переїхав до Одеси і займався реорганізацією католицьких приходів.
У 1817 році  в Одесі був утворений Рішельєвський ліцей, у складі якого був педагогічний інститут. Абат Ш. Д. Ніколь його очолив та керував навчальним закладом до 1820 року.
Після початку гонінь на єзуїтів у Росії, назавжди повернувся до Франції. Ставши одним з найбільш впливових членів Конгрегації, віддав перевагу педагогічній діяльності.
Завершив реорганізацію коледжу Сен-Луи, брав участь в управлінні Сорбонною, ввів конкурси по заміщенню професорських посад.
Після 1924 року вийшов у відставку. У 1827 році став почесним каноніком Парижу та головним вікарієм діоцезії.
Помер 2 вересня 1835 року в передмісті Парижу.

## Праці
- Nicole C. D. Etablissement du Lycee Richelieu a Odessa. — Paris, 1817.
- Nicole C. D. Plan d'education, ou Projet d'un college nouveau. — Paris, 1833.

## Нагороди
- Орден Почесного легіону (Франція).
- Орден Святої Анни ІІ ст. (Російська імперія).